# にっぽん泥棒物語
『にっぽん泥棒物語』（にっぽんどろぼうものがたり）は、1965年の日本映画。主演：三國連太郎、監督：山本薩夫。第16回ブルーリボン賞監督賞および日本映画記者賞受賞。同年第39回キネマ旬報ベスト・テン日本映画第4位。

## 概要
松川事件の1960年9月16日の第18回差し戻し審公判（仙台高等裁判所）に実際に弁護側証人として出廷し、事件当日に事件現場付近で「九人の男と出会った」との目撃談を語った元窃盗犯2名の証言と事件の史実に基づいて構成されたコメディ仕立てのフィクションである。原作となる文献は特に示されていないが、事件に関わる証言のほとんどは、1964年8月に当時の労働旬報社から刊行された松川事件対策協議会・松川運動史編纂委員会編「松川十五年 真実の勝利のために」に記述されており、製作当時に確認されていた目撃談はほぼ忠実に映画に再現されている。
松川事件そのものは、映画が公開される約2年前の1963年9月12日の全員無罪の判決が確定しており、本作品は、実際の被告の無罪を求める運動を呼びかける目的の映画ではない。
プロデューサー（企画）はフリーの宮古とく子と東映の植木照男。基本的にはコメディとしての味付けがなされているが、転覆した国鉄C51形蒸気機関車（煙室延長試験車）の煙室扉部分を忠実に再現した模型を使用、支援者がリレーで宮城から東京までの全行程を踏破する松川大行進の当時の記録映画を街頭テレビの受像機の中のはめ込み映像として挿入する等、セミドキュメンタリー的な手法も採用している。
主演の三國連太郎は、オファーを受けた際、泥棒の話から松川裁判を切り取る手法に疑念を抱いていたが、シナリオを最後のセリフまで読み通して、出演することにしたという。
三國連太郎、花沢徳衛と伊藤雄之助に全編を通じて、重要な役どころをまかせつつ、東映生え抜きの演技陣と新劇の俳優陣を配役している。新劇界からは、小沢弘治（劇団民藝）、鈴木瑞穂（劇団民藝）、加藤嘉（劇団民藝）、永井智雄（劇団俳優座）、市原悦子（劇団俳優座）、北林谷栄（劇団民藝）、加藤武（文学座）、西村晃（劇団民藝出身）が出演した。
このうち、小沢弘治、西村晃、加藤嘉、永井智雄、北林谷栄らは、1961年の山本監督の劇映画「松川事件」にも出演している。またテレビで知られるようになる前の金子吉延や小林稔侍も短いシェークエンスで出演した。

## あらすじ
1948年の戦後の混乱期、母と妹と三人で福島県の山間部に暮らす林田義助は、定職もなく、歯科医だった父から受け継いだ器具と技術を元手に「ニセ歯医者」の副業をする傍ら、本業は土蔵破りという裏稼業で糊口を凌いでいた。歯科治療をしながら財産家の情報を集め、深夜には下見をして郡山市の土蔵を破り、盗品を売りさばく「妙見小僧」として有名になる。
ある日懇ろになった芸者と所帯を持つが、盗品を里帰りの土産にしたところ、妻がそれを売り払ってしまったことが原因で足が付き、仲間の罪もすべて引き受けて、福島刑務所送りとなる。
1949年のまだ肌寒い頃に保釈されるが、刑務所で知り合った自転車泥棒の馬場庫吉とともに、1949年の夏の終わりの深夜、「杉山」の呉服屋に忍びこみ、土蔵を破る。盗品を持ち出す際に失敗し、逃走する羽目になる。地元の警防団による非常線が張られるなか、線路に逃げた義助は、線路上で服をサラリーマン風の背広に着替え、タバコに火をつけ、線路脇に腰掛ける。
すると、「杉山」のほうからやってくる三人の背の高い男に出会う。しまったと思い身構えるが、覚悟を決めて「おばんです」と声をかけると、向こうから「こんばんは」と訛りのない言葉で返事が帰ってきた。次に新たに六人の男が現れ、合計九人の男と対面する。さらに「おばんでがす」と声をかけると、同じように「こんばんは」と返事があった。義助は短刀を握って構えるが、先を急いでいたのか、そのまま線路伝いに通り過ぎ、「飯坂温泉はどっちの方向ですか」、「ちょうどこの方向ですね」と地元の人間なら絶対にしない意味不明の会話を交わして男たちは去っていった。一方、別行動の庫吉も山道を歩く不審な九人組を目撃する。
警防団の追跡を逃れて身を隠していた義助は、しばらくして大音響を耳にする。夜明け前から半鐘を鳴らす音があたりに響きわたる。山火事ではないので、山狩りと誤解するが、夜が明けると、町中が列車転覆事件で大騒ぎになっていることを知る。数日後、義助と庫吉は、お互いの目撃談を話しあい、犯人は不審な九人組だろうと確認する。ほどなく、付近の前科者への捜査が始まり、庫吉は、警察に呼び出され、土蔵破りではなく、地元の労働組合の活動家との関係を尋問される。
義助は、懲役四年の判決を受け、仙台刑務所に送られるが、まもなく仲間の裁判の証人となるため、古巣の福島刑務所に送還される。そこには、杉山事件の犯人だという木村たち三人の男たちがいた。しかし、どう見ても事件当日に出会った不審な背の高い九人組とは似ても似つかない、背の低い男ばかりだった。杉山事件は、冤罪ではないかと義助は確認する。
やがて、1953年に釈放され、ダム工事の現場の町で、仲間の歯を治したことから歯医者に祭り上げられ、再びニセ医者として働くようになる。翌1954年、自殺しようとした娘・高橋はなを「医者は医者だ」ということで偶然命を助ける。翌1954年にははなと結婚。1955年には男の子が生まれ、三年後の1958年には地元では名士と呼ばれるようになっていた。1959年春の地元の県議会議員選挙で社会大衆党の候補を応援し、当選に貢献する。当選祝賀の日の夜、元泥棒仲間の菊池浩一から杉山事件の被告が保釈金を積んで保釈された話を聞き、事件当日の目撃談をうっかり告白する。
目撃談は、菊池浩一の弟の元国鉄労働者、健二から杉山事件の弁護団に知らされ、法廷で証言することを要請される。嗅ぎつけた安東がやってきて「妙見小僧」だったことやヤミ医者をしていることを妻に告げると匂わせ、九人というのは推理小説の読みすぎで三人だったとしてしまう。そのため、上京して馬場とともに弁護団に三人だったという。しかし、帰りに上野駅で木村父子に会い、真実を語ることに決め、妻に話す。言おうとしていて言えなかったのだが、激怒され、子どもと家を出ていく。
裁判が始まり、前科4犯だということをついてくる検察側。弁護側は泥棒の事件が時効とも話さずに警察が口止め工作していたことを強調。義助が「ウソは泥棒の始まり」だと警察を非難して裁判に勝利する。

## 実際の事件の史実との一致・異同
- 地名はすべて「松川」ではなく「杉山」となっており、事件名も「杉山事件」となっている。事件の起きた松川町周辺には、東芝の松川工場（現・「北芝電機」）があり、労働争議が起きていたが、映画では「杉山の北芝工場」という名称になっている。日本社会党と思われる政党を「社会大衆党」、日本共産党と思われる政党を「労働党」と言い換えている。
- 1949年の初頭には国鉄人員整理があり、それに対する国鉄労働組合の反対運動があったが、映画でも、1949年のまだ肌寒い時期の「杉山駅」で、国鉄労働者の馘首反対署名が行われているシーンがある。
- 事件の発生時刻は、午前3時過ぎと一致している。事件の翌日、増田甲子七官房長官が「今回の事件は、いままでにない凶悪犯罪である。三鷹事件をはじめ、その他の各種事件と思想的底流においては同じものである」との談話を発表しているが、映画では、同様の官房長官談話がラジオからニュースが流れている。
- 松川事件の前日に松川駅近くの「松楽座」である少女歌劇団（当時、疑惑のレビュー団として注目され、国会でも取り上げられた[5]）のレビューが一日だけあったが、映画ではさりげなく、食堂の壁にこのレビューのポスターが張り出されているのを映し出している。
- 松川事件当日に不審な男達を目撃した斉藤金作が1950年に横浜で水死体となって発見された[6]事件のエピソードも、映画では「後藤きんぞう」と名前を変えて描かれている。

## キャスト
- 林田義助:三國連太郎
- 林田の母:北林谷栄
- 林田ふく子:緑魔子
- 高橋はな:佐久間良子
- 高橋の母:五月藤江
- 馬場庫吉:江原真二郎
- 桃子	:市原悦子
- 安東警部補:伊藤雄之助
- 菊池浩一:花沢徳衛
- 菊池健二:山本勝
- 木村信:鈴木瑞穂
- 木村信の息子:金子吉延
- 田島	:山本麟一
- 広川巡査:河合絃司
- かめや主人:吉田義夫
- 川上	:潮健児
- 鶴岡質屋主人:沢彰謙
- 藤本弁護士:加藤嘉
- 大木弁護士:千葉真一
- 斎木記者:室田日出男
- 石山支局員:岡野耕作
- 大庭	:北川恵一
- 長谷川	:杉義一
- ダム工事の人夫頭:打越正八
- ダム工事の人夫A:久地明
- 歯の治療をする高齢女性:戸田春子
- 検問所巡査A:杉狂児
- 検問所巡査B:田川恒夫
- 盗難調べの刑事:大木史朗
- 若い刑事:今井健二
- 差戻審の裁判長:永井智雄
- 田村検事:加藤武
- 高山検事:大村文武

## 興行成績
『読売新聞』1966年3月7日の夕刊に「昨年、ゴールデンウィーク後半に『にっぽん泥棒物語』を出して失敗した東映は、そのテツを踏むまいと、ことしはやくざ路線に徹しきる。『ジャーナリズムからは、変わりばえしないとたたかれるでしょうが、うちのお客は組織されない勤労青少年であり、そのイライラを解消してもらえばいいんです。人間、映画なんかで不良になりゃあしませんよ』と坪井与専務」という記事が見られる。
東映が本作の一ヵ月前に公開した中村錦之助主演・田坂具隆監督の『冷飯とおさんとちゃん』が大コケ、早期打ち切りに遭ったのを切っ掛けに、本作『にっぽん泥棒物語』、同じ山本薩夫監督の『証人の椅子』（1965年5月公開、大映配給）、熊井啓監督の『日本列島』（1965年5月公開、日活配給）と、日本映画には珍しく宣伝期間もたっぷりかけ、日本映画の良心と高い評価を受けた秀作が、相次いで興行的にコケるというショッキングな事態が起きた。この煽りを受け、松竹の倍賞千恵子主演・山田洋次監督の『霧の旗』と桑野みゆき主演・中村登監督の『ぜったい多数』の二本立てもコケた。この結果に各映画会社は、この種の企画は当分見送って、娯楽映画中心の企画に塗り替えようという風潮が生まれた。特に中村錦之助ら俳優組合が反乱を起こした東映では、岡田茂東映京都撮影所所長が「邦画を守るためにも娯楽本位の映画を作っていく。会社の企画に不満のある者は独立してやってもらうほかない。文句があるならお前らみんな東映辞めろ」などと暴言を吐き、錦之助を始め、多くの俳優や監督が東映を去る事態となり、東映では良心的な映画は作られなくなった。

## 関連文献
- 宮古とく子「我等の生涯の最良の映画-32-思い出深い山本作品『にっぽん泥棒物語』」（キネマ旬報社 通号 918 1985年9月1日）[15]